# Hegedűverseny (Walton)

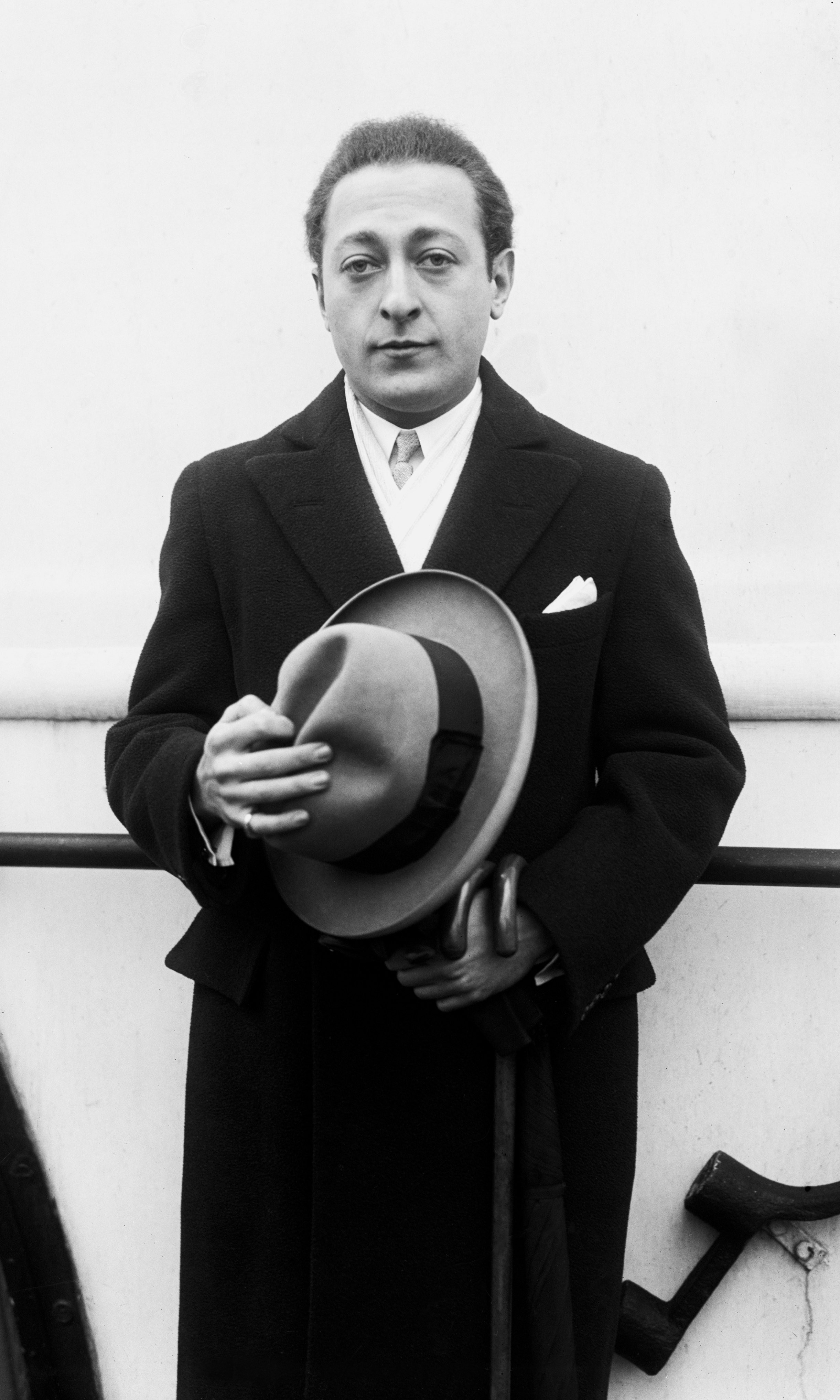
A Hegedűverseny komponálására felkérő Jasha Heifetz 1920 körül

A Hegedűversenyt (b-moll)  William Walton az amerikai virtuóz, Jasha Heifetz felkérésére komponálta. A mű bemutatója 1939. december 7-én volt Clevelandben, az ősbemutatón Heifetzet a Clevelandi Zenekar kísérte Artur Rodziński vezénylete mellett.

## Keletkezése
Walton Brácsaversenye sikere után Jasha Heifetz, akinek nevéhez több jelentős mű születése kapcsolódik, William Primrose javaslatára kereste meg az akkor már neves angol zeneszerzőt egy hegedűverseny megbízása kapcsán. 1936-ban az akkor harmincnégy éves Waltont megállapodásuk értelmében 300 fontért kérte fel a hegedűverseny megírására.
Walton 1938 januárjában kezdte el komponálni a művet az olaszországi Ravellóban a Villa Cimbrone-ban, és egyúttal lemondta Benny Goodman és Szigeti József felkérését egy hegedű-klarinét mű komponálására. Majd 1938. tavaszán visszatért Londonba, ahol a mű addig elkészült első két tételét megmutatta a spanyol hegedűsnek, Antonio Brosanak, aki további tanácsokkal látta el a szerzőt. Heifetz részéről történt megbízása mellett szóba került a British Council esetleges felkérése is, egy az 1939-es New York-i Világkiállításon előadandó mű kapcsán. 1938. április 28-án Arthur Blissnek írt levelében Walton megemlíti, lehetséges, hogy a British Council a világkiállításon angol hegedűssel mutattatná be a művet, viszont Walton és Heifetz közötti megállapodás szerint a premieren és ezen túlmenően egy meghatározott ideig kizárólag Heifetz adhatja elő a születendő hegedűversenyt. 
Emellett kiadójának, Hubert Fossnak 1938 májusában kelt levelében Walton megemlíti ” ...a mű bensőséges hangvételű darabbá kezd formálódni, nem bravúros mutatványokkal teli, így kezdenek kétségeim lenni afelől, hogy (a mű érdekében, természetesen) a vékony hegedűhang egy hatalmas teremben a tízezer fős hallgatósághoz hogyan juthat el.” 
Így végül a hegedűverseny ősbemutatója nem az 1939-es New York-i Világkiállításon volt, hanem a felkérő Jasha Heifetz előadásában Clevelandben 1939. december 7-én.

## Lemezfelvételek
A hegedűverseny első lemezfelvételének szólistája Jasha Heifetz volt Eugene Goossens vezénylete mellett, az 1942-es felvételen a Cinncinnati Symphony Orchestra kíséri. Ezután viszont Walton átírta a művet, az új változat bemutatója 1944. január 17-én volt az angliai Wolverhamptonban, ezúttal a dán hegedűművész, Henry Holst volt a szólista Malcolm Sargent vezénylete mellett, és később az immár átdolgozott verziót rögzítette lemezre Yehudi Menuhin, Zino Francescatti, Nigel Kennedy, Tasmin Little és Joshua Bell. 

## Média
- William Walton: Hegedűverseny, Jasha Heifetz és a Cinncinnati Symphony Orchestra